# Les Trésors de Satan
Les Trésors de Satan (en castellano Los tesoros de Satán), estrenada en Estados Unidos como The Treasures of Satan y en Gran Bretaña como The Devil's Money Bags, es un cortometraje mudo francés de 1902 dirigido por Georges Méliès. Fue lanzado por la Star Film Company de Méliès, y está numerado 413–414 en su catálogo.

## Trama
En una habitación de un castillo medieval, Satanás examina seis bolsas de dinero y luego las encierra en un gran cofre. Un hombre rubio, arrastrándose en la habitación sobre sus manos y rodillas, salta hacia la mesa donde espera encontrar las bolsas de dinero. Al darse cuenta de que el dinero está en el cofre, lo abre, pero la tapa se cierra de golpe sobre sus dedos. Cuando la abre de nuevo, las bolsas de dinero están saltando y retozando por su propia cuenta. El hombre cierra la tapa y se sienta sobre ella, pero se cae cuando seis mujeres jóvenes con atuendos diabólicos emergen una a una del cofre. Transforman las bolsas de dinero en lanzas y persiguen al hombre por la habitación; cuando el hombre intenta refugiarse en el cofre, mágicamente cambia de posición. Las mujeres desaparecen, pero el cofre mismo cobra vida antes de transformarse en un demonio y atormentar al hombre. Satanás y el demonio arrojan al hombre a la caja fuerte, y ellas y las mujeres bailan alrededor mientras el fuego y el humo salen de ella. Finalmente, la caja fuerte explota para revelar las bolsas de dinero originales, sanas y salvas.

## Producción
Méliès aparece en la película como el hombre rubio. El escenario de la película, que recuerda un poco a los antecedentes de Gustave Doré, revela un conocimiento detallado de Méliès sobre la arquitectura medieval. También se pueden encontrar paisajes medievales similares a las ilustraciones de Doré en otras películas de Méliès, tales como La Luna a un metro (Sueños de un Astrónomo) (1898) y Le Tour de Londres ou les Derniers Moments d'Anne de Boleyn (1905). La clave de la película se construyó a una escala irrealmente grande para permitir que se viera con claridad, un dispositivo similar al del inserto en el cine moderno. Los efectos especiales de la película fueron creados utilizando maquinaria escénica (para hacer el baile de bolsas de dinero), pirotecnia, y paso de manivela.
Debido a que la película es muda y no contiene intertítulos, los detalles de su trama son difíciles de descifrar. En su estudio de un libro de Méliès, John Frazer sugiere que la película involucra dinero perteneciente a Satán, y que el personaje de peluca rubia interpretado por Méliès es un ladrón. Por el contrario, un catálogo estadounidense de 1905 producido por la Star Film Company afirma que el personaje rubio es el avaro que posee tanto las bolsas de dinero como el castillo donde la película tiene lugar, y que Satán ha entrado en secreto al castillo para entrometerse con el dinero inesperadamente. Sin embargo, el catálogo también afirma que hay siete bolsas de oro y siete mujeres demoníacas, una numeración no confirmada por la película en sí.

## Temas y recepción
La película es una de los tantos trabajos de Méliès en los que el personaje de Satán demuestra lo que el historiador de cine Richard Abel caracteriza como "un poder diabólicamente juguetón", que permite a Méliès subvertir y satirizar los valores sociales franceses con un abandono carnavalero. Otras películas de Méliès con temas parecidos e igualmente rebeldes y personajes diabólicos son El Diablo en el convento, El caldero infernal, y El cake-walk infernal.